# Iuriung-Khaia
Iuriung-Khaia (en rus: Юрюнг-Хая) és un poble de la república de Sakhà, a Rússia, que el 2018 tenia 1.147 habitants, pertany al districte de Saskilakh.